# لباس داخلي

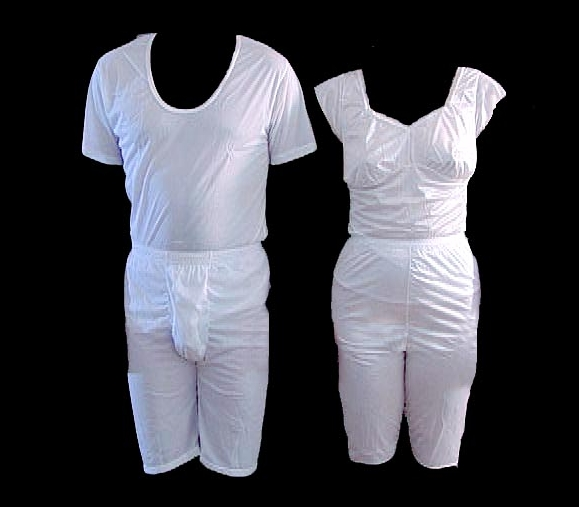
ملابس داخلية.

اللباس الداخلي هو كل لباس يرتديه الفرد تحت الملابس العلوية بهدف تغطية الأعضاء الجنسية وحمايتها وتكون عادة بيضاء اللون ومصنوعة من القطن، كما أنها تمتص السوائل التي يفرزها الجسم مثل العرق، وهي متوفرة للذكور والإناث، وقد تكون عبارة عن ملابس النوم. في القرن العشرين بدأت تصنع من القطن لفائدته على البشرة. وهي للرجال متكونة من قسمين في الأغلب. القسم العلوي وهو فنيلة غالباً ما تكون بيضاء اللون. وأما القسم السفلي فهو إما شورت قطني أبيض اللون، أو شورت ملون ويسمى أيضاً بوكسر.

## أنواع الملابس الداخلية
- رجالية:
- الكلسون: لباس يلبس تحت الملابس الخارجية وعادة ما يكون أبيض اللون وشكله عبارة عن مثلث.
- قميص بلا أكمام
- شورت الملاكم (بوكسر)
- نسائية:
- مشتركة:

## تاريخها

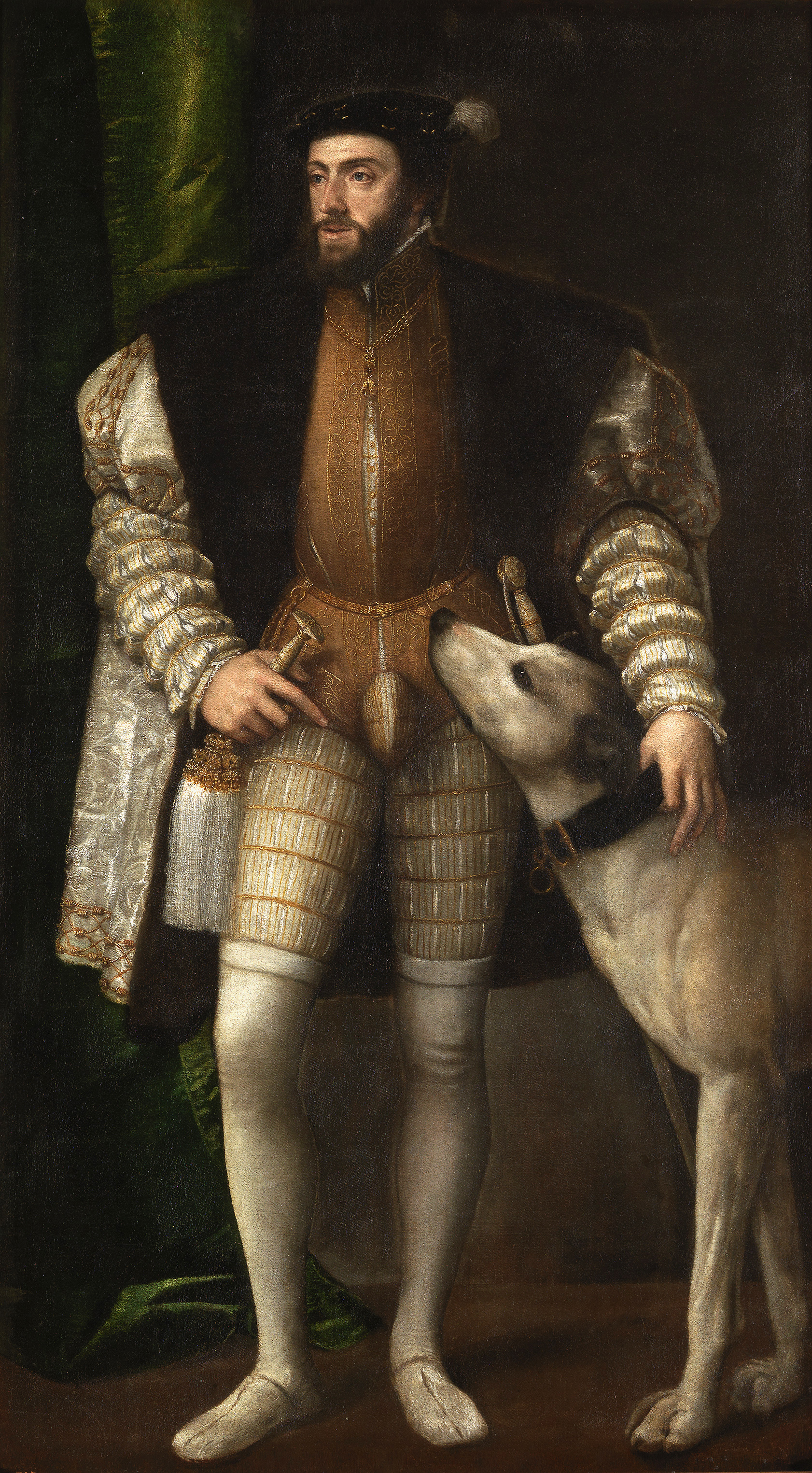
إمبراطور الرومان شارليس يرتدي ملابس داخلية

في أوروبا، كانت بداية انتشار الملابس الداخلية بين الرجال في القرون الوسطى. وقد كانت تلبس بغرض حماية الجسم والبشرة من الاضرار المسببه لها الملابس الصوفية في ذلك الوقت عند تعرضها للشمس.